# Aegirocassis benmoulae
Aegirocassis benmoulae là một chi động vật chân khớp tuyệt chủng thuộc họ Hurdiidae và sống cách ngày nay khoảng 480 triệu năm vào đầu kỷ Ordovic.

## Phát hiện
Chí có một loài được biết đến, Aegirocassis benmoulae. Hóa thạch A. benmoulae được phát hiện ở thành hệ Fezouata, Maroc và nó được đặt tên theo tên nhà sưu tầm hóa thạch Mohamed Ben Moula, người đã giúp nhà cổ sinh vật vật học Peter Van Roy tại đại học Ghent, Bỉ chú ý đến loài này.

## Đặc điểm
Đây là loài ăn lọc cổ nhất được biết đến tới nay. Đương thời, nó là loài sinh vật lớn thứ hai thế giới. Chiều dài được ước tính là hai mét (6,6 feet) trên tạp chí Nature. Tuy có kích thước khổng lồ, nhưng Aegirocassis benmoulae hiền lành và chỉ ăn động vật phù du.
Trong khi hầu hết các loài cùng họ có miệng tròn và hàm sắc nhọn thì loài động vật chân khớp này chỉ lọc nước để kiếm thức ăn phù du. Aegirocassis benmoulae dường như sử dụng một bộ phận giống như cái rổ ở trên đầu để bắt phiêu sinh vật. Cái rổ này tương tự phần miệng lược phiêu sinh vật của loài cá voi không răng hiện đại. Nguyên nhân khiến Aegirocassis benmoulae lớn vượt trội so với các anomalocaridid ăn phiêu sinh vật cổ xưa hơn có thể là vì nguồn thức ăn phong phú hơn.